# Ортис, Дастин
Дастин Ортис (англ. Dustin Ortiz; род. 25 декабря 1988, Франклин) — американский боец смешанного стиля, представитель наилегчайшей весовой категории. Выступает на профессиональном уровне начиная с 2010 года, известен по участию в турнирах бойцовских организаций UFC, Strikeforce, KOTC, TPF и др.

## Биография
Дастин Ортис родился 25 декабря 1988 года в городе Франклин, штат Теннесси. Во время учёбы в местной старшей школе серьёзно занимался борьбой, имел в этом виде спорта определённые успехи. После выпуска работал на стройке и в какой-то момент решил стать бойцом ММА.

### Начало профессиональной карьеры
Дебютировал в смешанных единоборствах на профессиональном уровне в феврале 2010 года, с помощью «ручного треугольника» принудил своего соперника к сдаче уже в начале первого раунда. Начинал бойцовскую карьеру в небольшом промоушене Gameness Fight Championship, проводившем бои исключительно на территории штата Теннесси — в общей сложности одержал здесь пять побед, в том числе завоевал титул чемпиона в наилегчайшей весовой категории.
Дважды дрался в достаточно крупной организации Strikeforce, выиграв оба поединка.
В 2012 году дважды выступил в организации Tachi Palace Fights, в частности уступил единогласным решением судей Иану Макколлу, потерпев тем самым первое поражение в профессиональной карьере.
Одержал две победы на турнирах промоушена King of the Cage.

### Ultimate Fighting Championship
Имея в послужном списке 11 побед и только два поражения, Ортис привлёк к себе внимание крупнейшей бойцовской организации мира Ultimate Fighting Championship и в 2013 году подписал с ней долгосрочный контракт. В дебютном поединке в октагоне UFC благополучно одолел малоизвесного бойца Жозе Марию Томе.
В 2014 году выиграл у Рея Борга и Джастина Скоггинса, но проиграл Джону Мораге и Джозефу Бенавидесу.
В августе 2015 года техническим нокаутом в третьем раунде победил Уилли Гейтса.
В 2016 году потрепел поражения от бразильцев Вилсона Рейса и Жусиера Формиги, после чего взял верх над соотечественником Заком Маковски.
В 2017 году технической сдачей уступил Брэндону Морено, затем отправил в нокаут Эктора Сандоваля — при этом заработал бонус за лучшее выступление вечера.
В январе 2018 года отметился победой по очкам над Александри Пантожа.

## Статистика в профессиональном ММА
| Боёв 27  | Побед 19 | Поражений 8 |
| -------- | -------- | ----------- |
| Нокаутом | 8        | 0           |
| Сдачей   | 4        | 1           |
| Решением | 7        | 7           |

| Результат | Рекорд | Соперник           | Способ                             | Турнир                                                | Дата             | Раунд | Время | Место                | Примечание                                      |
| --------- | ------ | ------------------ | ---------------------------------- | ----------------------------------------------------- | ---------------- | ----- | ----- | -------------------- | ----------------------------------------------- |
| Поражение | 19-8   | Джозеф Бенавидес   | Единогласное решение               | UFC Fight Night: Cejudo vs. Dillashaw                 | 19 января 2019   | 3     | 5:00  | Бруклин, США         |                                                 |
| Победа    | 19-7   | Матеус Николау     | KO (удары)                         | UFC on Fox: Alvarez vs. Poirier 2                     | 28 июля 2018     | 1     | 3:49  | Калгари, Канада      |                                                 |
| Победа    | 18-7   | Алешандре Пантожа  | Единогласное решение               | UFC 220                                               | 20 января 2018   | 3     | 5:00  | Бостон, США          |                                                 |
| Победа    | 17-7   | Эктор Сандоваль    | KO (удары руками)                  | UFC Fight Night: Pettis vs. Moreno                    | 5 августа 2017   | 1     | 0:15  | Мехико, Мексика      | Выступление вечера.                             |
| Поражение | 16-7   | Брэндон Морено     | Техническая сдача (удушение сзади) | UFC Fight Night: Swanson vs. Lobov                    | 22 апреля 2017   | 2     | 4:06  | Нашвилл, США         |                                                 |
| Победа    | 16-6   | Зак Маковски       | Раздельное решение                 | UFC 206                                               | 10 декабря 2016  | 3     | 5:00  | Торонто, Канада      |                                                 |
| Поражение | 15-6   | Жусиер Формига     | Единогласное решение               | UFC Fight Night: Cyborg vs. Lansberg                  | 24 сентября 2016 | 3     | 5:00  | Бразилиа, Бразилия   |                                                 |
| Поражение | 15-5   | Вилсон Рейс        | Единогласное решение               | UFC on Fox: Johnson vs. Bader                         | 30 января 2016   | 3     | 5:00  | Ньюарк, США          |                                                 |
| Победа    | 15-4   | Уилли Гейтс        | TKO (удары)                        | UFC Fight Night: Teixeira vs. Saint Preux             | 8 августа 2015   | 3     | 2:58  | Нашвилл, США         |                                                 |
| Поражение | 14-4   | Джозеф Бенавидес   | Единогласное решение               | UFC Fight Night: Edgar vs. Swanson                    | 22 ноября 2014   | 3     | 5:00  | Остин, США           |                                                 |
| Победа    | 14-3   | Джастин Скоггинс   | Раздельное решение                 | The Ultimate Fighter: Team Edgar vs. Team Penn Finale | 6 июля 2014      | 3     | 5:00  | Лас-Вегас, США       |                                                 |
| Победа    | 13-3   | Рей Борг           | Раздельное решение                 | UFC on Fox: Werdum vs. Browne                         | 19 апреля 2014   | 3     | 5:00  | Орландо, США         |                                                 |
| Поражение | 12-3   | Джон Морага        | Раздельное решение                 | UFC Fight Night: Rockhold vs. Philippou               | 15 января 2014   | 3     | 5:00  | Дулут, Джорджия, США |                                                 |
| Победа    | 12-2   | Жозе Мария Томе    | TKO (удары руками)                 | UFC Fight Night: Belfort vs. Henderson                | 9 ноября 2013    | 3     | 3:19  | Гояния, Бразилия     |                                                 |
| Победа    | 11-2   | Майк Френч         | Единогласное решение               | KOTC: Train Wreck                                     | 27 января 2013   | 3     | 5:00  | Лак-дю-Фламбо, США   |                                                 |
| Победа    | 10-2   | Аарон Элли         | Раздельное решение                 | RFA 6                                                 | 18 января 2013   | 3     | 5:00  | Канзас-Сити, США     |                                                 |
| Победа    | 9-2    | Тиагу Вейга        | Единогласное решение               | KOTC: Sudden Strike                                   | 4 августа 2012   | 3     | 5:00  | Уолкер, США          |                                                 |
| Поражение | 8-2    | Джош Робинсон      | Раздельное решение                 | NAFC: Colosseum                                       | 4 мая 2012       | 3     | 5:00  | Милуоки, США         | Бой в промежуточном весе 59 кг.                 |
| Победа    | 8-1    | Джош Рейв          | TKO (остановлен врачом)            | TPF 11: Redemption                                    | 2 декабря 2011   | 3     | 4:38  | Лемор, США           |                                                 |
| Поражение | 7-1    | Иан Макколл        | Единогласное решение               | TPF 9                                                 | 6 мая 2011       | 3     | 5:00  | Лемор, США           |                                                 |
| Победа    | 7-0    | Мэтт Хорнинг       | TKO (удары руками)                 | Strikeforce Challengers: Woodley vs. Saffiedine       | 7 января 2011    | 3     | 2:10  | Нашвилл, США         |                                                 |
| Победа    | 6-0    | Кори Александер    | TKO (удары руками)                 | Gameness Fight Championship 8                         | 9 октября 2010   | 3     | 4:46  | Нашвилл, США         | Выиграл титул чемпиона GFC в наилегчайшем весе. |
| Победа    | 5-0    | Эндрю Хиггинс      | TKO (удары руками)                 | Gameness Fight Series                                 | 15 июля 2010     | 2     | 3:52  | Нашвилл, США         |                                                 |
| Победа    | 4-0    | Форрест Бёрд       | Сдача (удушение сзади)             | Gameness Fight Championship 7                         | 19 июня 2010     | 1     | 1:28  | Нашвилл, США         |                                                 |
| Победа    | 3-0    | Лукас Томас        | Сдача (удары руками)               | Gameness Fight Series                                 | 20 мая 2010      | 1     | 1:15  | Гудлетсвилл, США     |                                                 |
| Победа    | 2-0    | Джастин Пеннингтон | Сдача (удушение сзади)             | Strikeforce: Nashville                                | 17 апреля 2010   | 1     | 4:27  | Нашвилл, США         | Дебют в наилегчайшем весе.                      |
| Победа    | 1-0    | Лукас Томас        | Сдача (треугольник руками)         | Gameness Fighting Championship 6                      | 20 февраля 2010  | 1     | 1:00  | Нашвилл, США         |                                                 |